# Cupaniopsis platycarpa
Cupaniopsis platycarpa är en kinesträdsväxtart som beskrevs av Radlk. Cupaniopsis platycarpa ingår i släktet Cupaniopsis och familjen kinesträdsväxter. Inga underarter finns listade i Catalogue of Life.